# متیو برد
متیو برد (انگلیسی: Matthew Bird؛ زادهٔ ۳۱ اکتبر ۱۹۹۰) بازیکن فوتبال اهل بریتانیا است.
از باشگاه‌هایی که در آن بازی کرده‌است می‌توان به باشگاه فوتبال گریمزبی تاون و باشگاه فوتبال بوستون یونایتد اشاره کرد.